# المراكز الوطنية للمعلومات البيئية
تدير المراكز الوطنية للمعلومات البيئية، وهي وكالة تابعة لحكومة الولايات المتحدة، أحد أكبر أرشيفات بيانات الغلاف الجوي والساحلي والجيوفيزيائي والمحيطي في العالم، والتي تحتوي على معلومات تتراوح من سطح الشمس إلى قلب الأرض، ومن حلقات الأشجار القديمة وتسجيلات قلب الجليد إلى صور الأقمار الصناعية الملتقطة فورياً تقريبًا.
يتم تشغيل المراكز الوطنية للمعلومات البيئية من قبل مكتب خدمات الأقمار الصناعية والبيانات والمعلومات البيئية الوطنية، وهو مكتب تابع للإدارة الوطنية للمحيطات والغلاف الجوي، والذي يعمل تحت إشراف وزارة التجارة الأمريكية. بالإضافة إلى أرشفة البيانات، تقوم المراكز الوطنية للمعلومات البيئية بتطوير المنتجات والخدمات التي تجعل البيانات متاحة بسهولة للاستخدام من قبل العلماء والمسؤولين الحكوميين ومجتمع الأعمال والأوساط الأكاديمية والمنظمات غير الحكومية وعامة الناس. المديرة الحالية هي ماري وولجيموث.

## تاريخ
تم إنشاء المراكز الوطنية للمعلومات البيئية في عام 2015 من اندماج ثلاثة مراكز بيانات الإدارة الوطنية للمحيطات والغلاف الجوي:
1. المركز الوطني للبيانات المناخية.
2. المركز الوطني للبيانات الجيوفيزيائية.
3. المركز الوطني للبيانات الأوقيانوغرافية، والذي يتضمن المركز الوطني لتطوير البيانات الساحلية.

كان الهدف من الدمج، الذي جاء استجابة للطلب المتزايد على المعلومات البيئية، جعل بيانات الإدارة الوطنية للمحيطات والغلاف الجوي أكثر فائدة من خلال تطبيق ممارسات الإشراف على البيانات المتسقة عبر جميع التخصصات العلمية. تعمل المراكز الوطنية للمعلومات البيئية مع نظام بيانات مجلس العلوم الدولي العالمي لجعل البيانات مجانية ويمكن الوصول إليها.

## البيانات والخدمات

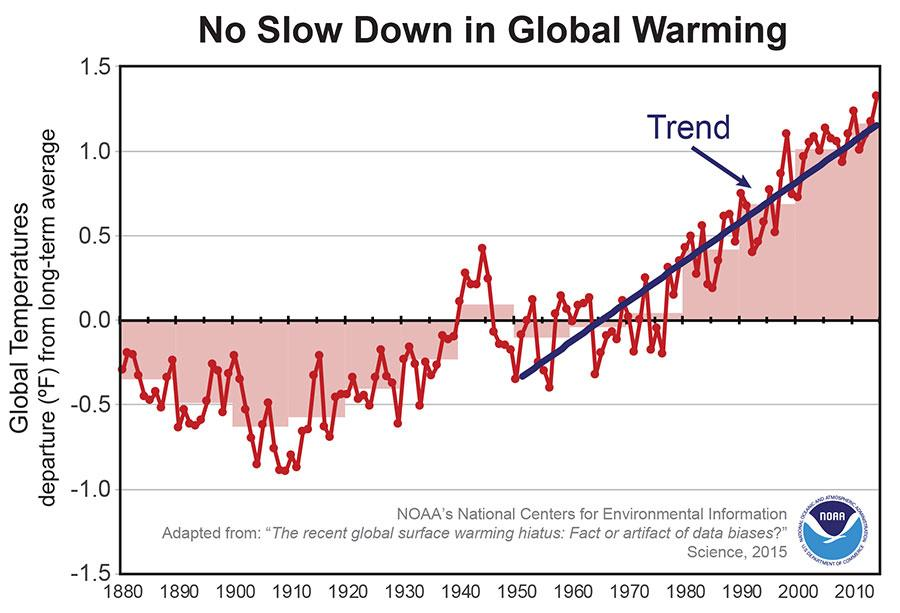
الرسم البياني من دراسة قامت بها المراكز الوطنية للمعلومات البيئية

يحتوي أرشيف المراكز الوطنية للمعلومات البيئية على أكثر من 37 بيتابايت من البيانات، أي ما يعادل أكثر من 400 مليون خزانة ملفات مليئة بالوثائق. توفر المراكز الوطنية للمعلومات البيئية للمستخدمين الوصول إلى عشرات الآلاف من مجموعات البيانات ومئات المنتجات. يتم جمع البيانات بواسطة الإدارة الوطنية للمحيطات والغلاف الجوي والوكالات والإدارات الأخرى التابعة للحكومة الأمريكية، وكذلك من قبل المؤسسات والمنظمات والحكومات الأخرى في الولايات المتحدة وحول العالم.
يتم جمع البيانات البيئية من العديد من المصادر، بما في ذلك الأقمار الصناعية والمحطات الأرضية وعوامات المحيط والسفن والمركبات التي تعمل عن بعد تحت الماء وبالونات الطقس والرادار ونماذج التنبؤ والمناخ وأبحاث المناخ القديم. بمجرد إرسالها إلى المراكز الوطنية للمعلومات البيئية، يتم أرشفة البيانات وإتاحتها للاستخدام من قبل الباحثين وغيرهم في القطاعين العام والخاص. توفر البيانات والمنتجات معلومات حول المناخ والطقس والسواحل والمحيطات والجيوفيزياء.

### المناخ والطقس
توفر المراكز الوطنية للمعلومات البيئية الوصول إلى المعلومات المناخية من خلال مجموعة متنوعة من التقارير ومجموعات البيانات.
لمحة عن المناخ، أداة تفاعلية، تغطي تاريخ واتجاهات هطول الأمطار ودرجة الحرارة للمدن والولايات والمناطق، وكذلك للولايات المتحدة ككل. يعمل مؤشر تساقط الثلوج الإقليمي على تحسين فهم التأثيرات الإقليمية المرتبطة بالعواصف الثلجية في الولايات المتحدة. يتم أرشفة البيانات من رادار من الجيل التالي، وهي شبكة من 160 موقعًا لرادار الطقس دوبلر تديرها خدمة الطقس الوطنية، في المراكز الوطنية للمعلومات البيئية.
تصدر المراكز الوطنية للمعلومات البيئية تقارير تحلل أحوال وأحداث الطقس والمناخ. يحلل تقرير المناخ العالمي الشهري المعلومات من جميع أنحاء العالم لتحسين فهم الظروف المناخية واسعة النطاق للأرض. يحلل تقرير المناخ الشهري للولايات المتحدة الظروف المناخية الأخيرة في الولايات المتحدة في سياق الاتجاهات طويلة الأجل. بالنسبة للنشرة السنوية لتقرير حالة المناخ للجمعية الأمريكية للأرصاد الجوية، تقود المراكز الوطنية للمعلومات البيئية جهدًا دوليًا خاضعًا لمراجعة الأقران لتوصيف مناخ السنة التقويمية السابقة. يلخص التقييم الوطني للمناخ علم تغير المناخ وتأثيرات تغير المناخ على الولايات المتحدة. تقدم المعايير المناخية، متوسطات درجة الحرارة وهطول الأمطار لمدة 30 عامًا والتي يتم إنتاجها مرة كل 10 سنوات، أحدث طريقة موحدة لتحليل المناخ بناءً على توصيات المنظمة العالمية للأرصاد الجوية. وجهات نظر باليو، التي أنشأها فريق علم المناخ القديم التابع للمراكز الوطنية للمعلومات البيئية، هي سلسلة تسلط الضوء على أهمية أبحاث المناخ القديم.
توفر المراكز الوطنية للمعلومات البيئية مجموعة متنوعة من المعلومات حول الأحداث المتطرفة. يقدم تقرير كوارث الطقس والمناخ الذي تبلغ تكلفته مليار دولار أمريكي معلومات عن الخسائر الاقتصادية المباشرة من الأعاصير المدارية والأعاصير وحرائق الغابات والفيضانات والجفاف والعواصف الشتوية وغيرها من الأحداث منذ عام 1980. توفر بوابة الولايات المتحدة للجفاف، من النظام الوطني المتكامل لمعلومات الجفاف، مصدرًا مركزيًا لمعلومات الجفاف. تفحص صفحة المراكز الوطنية للمعلومات البيئية إعصار علم المناخ في الولايات المتحدة نشاط الإعصار في جميع أنحاء الولايات المتحدة، وهي أكثر مناطق الأعاصير نشاطًا في العالم ، بمتوسط 1.253 إعصارًا سنويًا. يجمع أفضل أرشيف للمسار الدولي للإشراف على المناخ أدق البيانات العالمية عن الأعاصير المدارية. توفر أداة المناخ المتطرف في الولايات المتحدة معلومات حول موقع ومقادير أعلى وأدنى قيم لدرجة الحرارة وهطول الأمطار والمعلمات الأخرى.

### السواحل
توفر المراكز الوطنية للمعلومات البيئية الوصول إلى مجموعة من البيانات حول البيئة الساحلية.
يوفر أطلس بيانات خليج المكسيك إمكانية الوصول إلى البيانات الفيزيائية والبيولوجية والبيئية والاقتصادية طويلة الأجل التي تحدد الظروف الأساسية للنظم الإيكولوجية لخليج المكسيك. المراكز الوطنية للمعلومات البيئية هو أرشيف طويل الأجل لجميع بيانات قياس المد الساحلي الإدارة الوطنية للمحيطات والغلاف الجوي.
تجمع شركة ساعة خليج المكسيك نقص أكسجة البيانات حول مستويات الأكسجين المذاب في شمال وسط خليج المكسيك من أجل دراسة التأثيرات على الحياة البحرية لتلوث المغذيات من جريان نهر المسيسيبي. نظام مراقبة تكاثر الطحالب الضارة هو أداة تسمح لمديري البيئة والعلماء والجمهور بتتبع أزهار خليج المكسيك الحالية والسابقة، والتي تُعرف أحيانًا بالمد والجزر الأحمر، والتي يمكن أن تقتل الحياة البحرية، وتجعل البشر مرضى، و تضر بصناعات الصيد والسياحة.

### المحيطات
تقدم المراكز الوطنية للمعلومات البيئية العديد من الموارد المتعلقة ببيانات المحيطات.
يحتوي مشروع قاعدة بيانات المحيطات العالمية، وهو أكبر مجموعة متاحة للجمهور في العالم لبيانات المحيطات الجوفية، على أكثر من 25 متغيرًا بما في ذلك درجة الحرارة والملوحة والأكسجين والمغذيات. أطلس العالم للمحيطات هو علم مناخي للمحيطات تم تحليله بموضوعية، ومراقبة الجودة، ودرجة الحرارة، والملوحة، والمغذيات، مع العمق، استنادًا إلى بيانات الملف الشخصي من قاعدة بيانات المحيطات العالمية. يعد منتج حرارة المحيطات العالمية ومحتوى الملح ضروريًا لفهم ونمذجة المناخ العالمي لأن المحيط يمتص أكثر من 90% من الحرارة الزائدة في نظام الأرض. تعد درجة حرارة سطح البحر المُعاد بناؤها الموسعة مجموعة بيانات شهرية عالمية عن درجة حرارة سطح البحر، مع بيانات تمتد من 1854 إلى الوقت الحاضر. يوفر نظام بيانات المحيط الكربوني الوصول إلى بيانات كربون المحيطات التي تم جمعها من جميع أنحاء العالم. يقدم برنامج درجة الحرارة والملوحة العالمية، وهو جهد دولي يستضيفه المعهد القومي لعلوم البيئة، بيانات حديثة عن درجة الحرارة والملوحة. تحتوي مجموعة بيانات رياح البحر المخلوطة على رياح متجهة على سطح المحيط عالية الدقة وشبكية على مستوى العالم، وهي متوفرة على فترات متكررة كل ست ساعات. باثفايندر إس إس تي عبارة عن سجل بيانات مناخية عالية الدقة وطويلة الأجل لدرجة حرارة سطح بحر الأقمار الصناعية العالمية، تم إنشاؤه باستخدام أدوات مقياس إشعاع متقدم عالي الدقة على متن أقمار صناعية تدور في مدار قطبي الإدارة الوطنية للمحيطات والغلاف الجوي.
تعمل المراكز الوطنية للمعلومات البيئية مع مكتب الإدارة الوطنية للمحيطات والغلاف الجوي لاستكشاف المحيطات والبحوث لأرشفة وتوفير الوصول إلى المعلومات التي تم جمعها بواسطة الإدارة الوطنية للمحيطات والغلاف الجوي مستكشف أوكيانوس، وهي السفينة الوحيدة التابعة للإدارة الوطنية للمحيطات والغلاف الجوي والمخصصة فقط لاستكشاف المحيطات. تشمل الأدوات بوابة فيديو موارد التعليم المفتوحة، والتي تتيح للمستخدمين البحث والوصول إلى الفيديو من مستكشف أوكيانوس والبعثات الأخرى التي ترعاها موارد التعليم المفتوحة، وموارد التعليم المفتوحة أطلس رقمي، وهو بوابة قائمة على الخرائط توفر الوصول إلى جميع البيانات من البعثات المدعومة من موارد التعليم المفتوحة. دليل تعريف حيوان المياه العميقة القاعية عبارة عن مجموعة من الصور عالية الدقة للحيوانات البحرية التي تم إنشاؤها من لقطات إطار فيديو مأخوذة من مكتشف عميق، مركبة مستكشف أوكيانوس التي يتم تشغيلها عن بُعد.
قاعدة بيانات شذوذ درجات حرارة الشعاب المرجانية هي عبارة عن مجموعة من البيانات حول درجة حرارة سطح البحر والمقاييس ذات الصلة المصممة لمراقبة صحة الشعاب المرجانية، بينما توفر بوابة بيانات المرجان في أعماق البحار الإدارة الوطنية للمحيطات والغلاف الجوي الوصول إلى الصور والتقارير الفنية والبيانات المتعلقة بالشعاب المرجانية في أعماق البحار والإسفنج. يقدم دليل درجة حرارة المياه الساحلية درجات حرارة المياه في الوقت الفعلي تقريبًا لمنطقة البحيرات العظمى ومياه المحيط قبالة سواحل الولايات المتحدة وأقاليمها. يوفر أوشن نومادس الوصول إلى سنوات عديدة من المخرجات من نماذج المحيطات وأنظمة التنبؤ.

### الجيوفيزياء
توفر المراكز الوطنية للمعلومات البيئية أيضًا إمكانية الوصول إلى البيانات الجيوفيزيائية.
البيانات الباثيمترية هي محور تركيز خاص. المراكز الوطنية للمعلومات البيئية هي نقطة التوزيع الرسمية لخرائط الأعماق الوطنية لخدمة المحيطات، وهي خرائط طبوغرافية لقاع البحر تساعد في البحث العلمي والهندسة واستكشاف الطاقة والمزيد. تتضمن خرائط الصيد الباثيمتر بيانات عن أنواع رواسب القاع ومعلومات أخرى يمكن أن تساعد في تحديد مناطق الصيد المحتملة. يتيح الدليل الجغرافي لأسماء الميزات تحت سطح البحر مخطط أعماق المحيطات العام أسماء ومواقع الميزات الموجودة في قاع البحر. تبني المراكز الوطنية للمعلومات البيئية وتوزع نماذج ارتفاع رقمية ساحلية عالية الدقة تدمج قياس أعماق المحيطات وتضاريس الأرض وتستخدم لنمذجة العمليات الساحلية (التي ترتبط بدراسة غمر تسونامي، وعرام العواصف، وارتفاع مستوى سطح البحر، والمزيد) وإدارة النظم الإيكولوجية وبحوث الموائل، والتخطيط المكاني الساحلي والبحري، وتخفيف المخاطر واستعداد المجتمع. شاركت المراكز الوطنية للمعلومات البيئية في برنامج لتجميع بيانات قياس الأعماق في البحيرات العظمى لاستخدامها في البحث عن التلوث وتآكل السواحل وتغير المناخ وصناعة صيد الأسماك. توفر قاعدة بيانات خط المسار البحري الجيوفيزيائية التابعة للمراكز الوطنية للمعلومات البيئية بيانات عن قياس الأعماق والمغناطيسية والجاذبية والانعكاس الزلزالي التي تم جمعها خلال الرحلات البحرية من عام 1939 حتى الوقت الحاضر. يعمل مشروع الجرف القاري الممتد للولايات المتحدة على إنشاء المدى الكامل لذلك الجزء من الجرف القاري للولايات المتحدة إلى ما بعد 200 ميل بحري من الشاطئ.
أنشأ المراكز الوطنية للمعلومات البيئية أرشيفًا للبيانات الصوتية السلبية التي تم جمعها من محيطات العالم، والتي يمكن أن تساعد في دراسة سلوك الحيوان والتواصل والهجرة، بالإضافة إلى تأثير الضوضاء التي من صنع الإنسان على حياة المحيطات. تُستخدم بيانات سونار عمود الماء لرسم خرائط لأسراب الأسماك والكائنات البحرية الأخرى في المياه المتوسطة، وكذلك لرصد تسرب الغاز تحت الماء وانسكابات النفط.
تحتفظ المراكز الوطنية للمعلومات البيئية بأرشيفات البيانات المغنطيسية الأرضية وتطور نماذج للمجال المغناطيسي الأرضي للأرض. يعزز النموذج المغناطيسي العالمي البحث العلمي ويساهم في التطبيقات بما في ذلك الملاحة واستكشاف المعادن، ويوفر النموذج الجيومغناطيسي عالي الدقة قيم المجال المغناطيسي في أي نقطة فوق أو أسفل سطح الأرض. تقوم المراكز الوطنية للمعلومات البيئية بأرشفة وتوفير الوصول إلى البيانات الشمسية والبيئية الفضائية التي تم جمعها من مجموعة واسعة من المصادر، بما في ذلك GOES-R والأقمار الصناعية الأخرى والمراصد الشمسية وأجهزة استشعار الغلاف الأيوني الأرضي، وكذلك من مناخات الفضاء النموذجية.
تقوم المراكز الوطنية للمعلومات البيئية بأرشفة البيانات الخاصة بالمخاطر الطبيعية. تحتوي قاعدة بيانات كثافة الزلازل الأمريكية على تقارير لأكثر من 23000 أمريكي. يعود تاريخ الزلازل من عام 1638 إلى عام 1985، في حين أن قاعدة بيانات الزلازل العالمية الكبيرة تغطي عام 2150 قبل الميلاد وحتى الوقت الحاضر. تحتفظ المراكز الوطنية للمعلومات البيئية ببيانات برنامج تقييم أعماق المحيطات والإبلاغ عن موجات التسونامي، والذي يستخدم مستشعرات قاع البحر لاكتشاف موجات التسونامي والعوامات السطحية الراسية لنقل البيانات في الوقت الفعلي بحيث يمكن إصدار تحذيرات. قاعدة بيانات التسونامي التاريخية العالمية، والتي تغطي 2000 قبل الميلاد حتى الوقت الحاضر، يحتوي على بيانات عن كل من مصدر تسونامي والمواقع التي شعرت بآثارها. تحتوي قاعدة بيانات الثوران البركاني الكبير على معلومات عن أكثر من 500 انفجار بركاني كبير، بما في ذلك نوع البركان وآخر ثوران معروف، بينما تساعد قاعدة بيانات الرماد البركاني الاستشارية على ضمان سلامة الطيران وتساعد في دراسة التأثيرات المناخية للانفجارات البركانية. لمواجهة التهديد المتزايد لحرائق الغابات، يدمج نظام رسم خرائط المخاطر صور الأقمار الصناعية مع بيانات من خوارزميات الكشف عن الحرائق الآلية لعرض مواقع الحرائق. تحتفظ المراكز الوطنية للمعلومات البيئية أيضًا بمجموعة من صور الكوارث الطبيعية.

## مستخدمو بيانات المراكز الوطنية للمعلومات البيئية
تُستخدم موارد المراكز الوطنية للمعلومات البيئية للبحث العلمي والتطبيقات التجارية في العديد من المجالات، بما في ذلك الزراعة والغابات والنظم الإيكولوجية البحرية والساحلية والسياحة والنقل والبنية التحتية المدنية والطاقة والموارد المائية والطاقة والصحة والتأمين والتقاضي والأمن القومي.
على سبيل المثال، تستخدم شركات البيع بالتجزئة والتصنيع البيانات المناخية لتقييم كيفية تأثير الطقس على المبيعات السابقة حتى يتمكنوا من التخطيط بشكل أفضل للمستقبل. يعتمد مزارعو الذرة على بيانات المراكز الوطنية للمعلومات البيئية لتحديد كمية الأسمدة التي يجب استخدامها. تستخدم صناعة إعادة التأمين-التي تقدم التأمين لشركات التأمين-بيانات المراكز الوطنية للمعلومات البيئية لتحديد المخاطر المرتبطة بالكوارث الطبيعية. يستخدم مربي الماشية نظام مراقبة الجفاف الأسبوعي من المراكز الوطنية للمعلومات البيئية في الولايات المتحدة لاتخاذ قرارات بشأن إدارة الأراضي وحجم القطيع وشراء الأعلاف. تستخدم صناعة السكك الحديدية للشحن عددًا من منتجات المراكز الوطنية للمعلومات البيئية-بما في ذلك البيانات المناخية المحلية، وقاعدة البيانات السطحية اليومية المتكاملة، وشبكة علم المناخ التاريخي العالمي-للتنبؤ بالمكان الذي قد يتم فيه حظر المسارات بسبب الانهيارات الأرضية ولمساعدة القطارات على تجنب مسار العواصف الشديدة. تستخدم قوارب الصيد الأمريكية بيانات المحيطات والساحلية الخاصة بالمراكز الوطنية للمعلومات البيئية لتحديد أماكن الصيد الواعدة. تستخدم صناعة خدمات الطقس التابعة لجهات خارجية بيانات المراكز الوطنية للمعلومات البيئية لإنشاء تنبؤات مخصصة وأدوات أخرى لخدمة مجموعة واسعة من العملاء، مثل شركات النقل التي تسعى إلى بناء منشآت حيث تقل احتمالية تسبب الضباب أو الثلج في حدوث مشكلات.

## المواقع

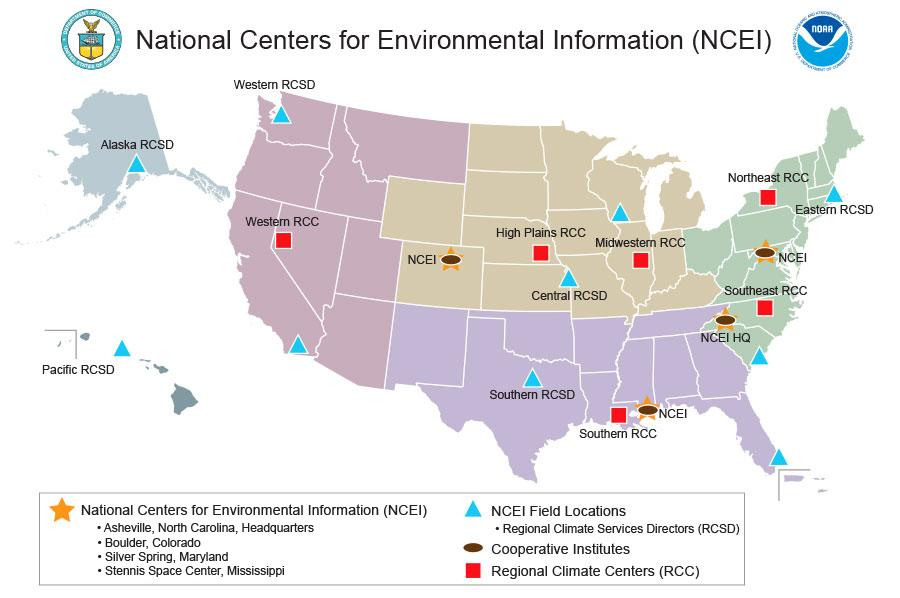
خريطة مواقع المراكز الوطنية للمعلومات البيئية اعتبارًا من عام 2017

يقع المقر الرئيسي للمراكز الوطنية للمعلومات البيئية في أشفيل، شمال كارولينا، مع مواقع رئيسية أخرى في بولدر، كولورادو، سيلفر سبرينج، ماريلاند،

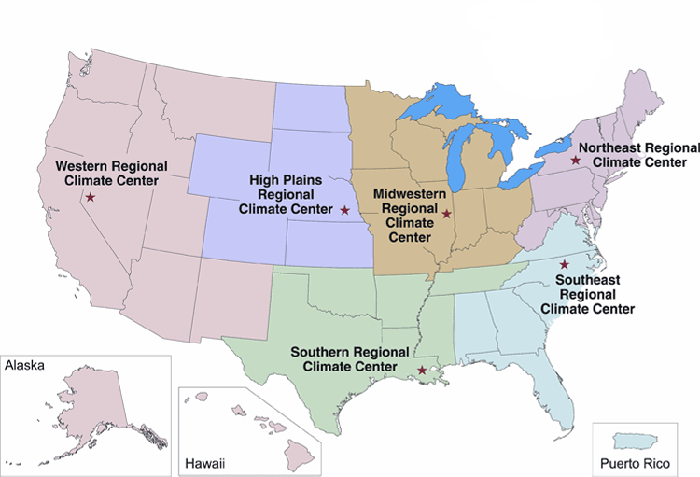
خريطة مواقع مركز المناخ الإقليمي ومناطق التغطية

ومركز ستينيس الفضائي في مقاطعة هانكوك بولاية ميسيسيبي.
يمثل مديرو خدمات المناخ الإقليميون الستة في الإدارة الوطنية للمحيطات والغلاف الجوي، وهم جزء من المراكز الوطنية للمعلومات البيئية، المناطق الشرقية والوسطى والجنوبية والمحيط الهادئ والغربية وألاسكا. إنهم يعملون مع مجموعة واسعة من الشركاء لتوفير معلومات مناخية خاصة بكل منطقة.
تدير المراكز الوطنية للمعلومات البيئية برنامج مركز المناخ الإقليمي، والذي يقدم الخدمات من خلال ستة مكاتب إقليمية:
- مركز المناخ الإقليمي للسهول العالية (لينكولن، نبراسكا)
- مركز المناخ الإقليمي في الغرب الأوسط (شامبين، إلينوي)
- مركز المناخ الإقليمي الشمالي الشرقي (إيثاكا، نيويورك)
- مركز المناخ الإقليمي الجنوبي الشرقي (تشابل هيل، شمال كارولينا)
- مركز المناخ الإقليمي الجنوبي (باتون روج، لويزيانا)
- مركز المناخ الإقليمي الغربي (رينو، نيفادا)

شركاء المراكز الوطنية للمعلومات البيئية مع المؤسسات الأكاديمية وغير الربحية المعروفة بالمعاهد التعاونية لإجراء البحوث وأداء المهام التي تدعم رسالتها وأهدافها. المعاهد التعاونية التابعة للمراكز الوطنية للمعلومات البيئية هي كما يلي:
- المعهد التعاوني لدراسات نظام الأرض الساتلية.
- المعهد التعاوني للبحوث في العلوم البيئية.
- معهد شمال الخليج.

## روابط خارجية
- National Centers for Environmental Information
- The Value of the Data: How NCEI Supports Coral Reefs
- The Value of NCEI Data: How NCEI Supports US Aviation
- NOAA NCEI Data Bolster Nation’s Transportation and Logistics Sector
- Weather Data: Beyond the Forecast, How NOAA NCEI Data Assist Businesses and Economy